# Platysternus hebraeus
Platysternus hebraeus är en skalbaggsart som först beskrevs av Johan Christian Fabricius 1781.
Platysternus hebraeus ingår i släktet Platysternus och familjen långhorningar. Inga underarter finns listade i Catalogue of Life.